# 마진전대 키라메이저
《마진전대 키라메이저》(일본어: 魔進戦隊キラメイジャー)는 슈퍼 전대 44번째 작품이자 2020년 3월 8일부터 2021년 2월 28일까지 TV 아사히 계열에서 방송했던 특촬물 텔레비전 드라마다.

## 줄거리
아름다운 보석의 나라 크리스탈리아가 어둠의 제국 요돈헤임에게 침략당했다. 이어서 요돈헤임이 지구를 침략하려고 하자 크리스탈리아의 왕녀인 마브시나 공주는 신비한 힘을 가진 5개의 보석 키라메이 스톤을 데리고 지구로 향한다.

## 등장 인물

### 키라메이저
아츠타 쥬루(키라메이 레드)코미야 리오 ■
이미즈 타메토모(키라메이 옐로)키하라 루이 ■
하야미 세나(키라메이 그린)신조 유메 ■
오시키리 시구루(키라메이 블루)미즈이시 아토무 ■
오오하루 사요(키라메이 핑크)쿠도 미오 ■
크리스탈리아 타카미치(키라메이 실버)쇼지 코헤이 ■

### 조력자
마브시나미나세 이노리
하카다미나미 무료고사카 다이마오

### 어둠의 제국 요돈헤임
어둠의 가면술사 크랜튤라타카토 야스히로
배신의 귀신 장군 가르자나카무라 유이치
요돈나모모츠키 나시코
고여진 바다의 마녀 누마조코우다 나오코
악몽의 마에스트로 민조단 미츠
요돈 황제야마지 카즈히로

## 전용 무장
- 키라메이 체인저 ■■■■■
- 키라메이 샷 ■■■
- 키라메이 소드 ■■■
- 샤이니 키라메이 체인저 ■
- 샤이니 브레이커 ■

## 등장 메카

### 키라메이 마진
- 마진 파이어 ■
- 마진 쇼벨로 ■
- 마진 마하 ■
- 마진 제터 ■
- 마진 헬리코 ■
- 마진 롤랜드 ■
- 마진 리프톤 ■
- 마진 캐리 ■
- 마진 익스프레스 ■
- 마진 죠키 ■
- 마진 드리잔 ■
- 마진 더스톤 ■
- 마진 마젤란 ■
- 마진 자뷴 ■
- 마진 하코부 ■

### 로봇
합체 메카
- 랜드메이지 ■■■
- 스카이메이지 ■■

변형 메카
- 스모그 죠키 ■

메인 메카
- 키라메이진 - 황휘(煌輝)의 거신 ■■■■■
- 킹 익스프레스/킹 익스프레스 자뷴 - 음속(音速)의 거신 ■■/■■
- 기간트 드릴러 - 강력(剛力)의 거신 ■
- 그레이트 풀피닉스 - 비상의 거신 ■

## 등장 사면사 & 사면수
- 에피소드 ZERO ~ 1화: 수도꼭지 힐돈
- 2화: 럭비 사면, 러거 리거니
- 3화: 바이스 사면, 바이스 제르가
- 4화: 네인데르탈인 사면, 구석기 바스라
- 5화: 조이스틱 사면, 캐쳐 리거니
- 6화: 디지털 카메라 사면, 클라우드 힐돈
- 7화: 프리저 사면
- 7화 ~ 8화: 오븐 사면, 랭열 다가메스
- 9화: 백인일수 사면, 헤이안쿄 바스라
- 10화: 음표 사면, 스테이지 제르가
- 11화: 리셋 버튼 사면, 발사 버튼 리거니
- 12화: 운석 사면
- 13화: 파리지옥 제르가
- 14화: SL 사면, 디젤 바스라
- 15화: 쌍둥이 사면, 고리 던지기 힐돈
- 16화: 마시멜로 사면, 발사 리거니
- 17화: 두더지 잡기 사면, 해머 바스라
- 18화: 사악 몬스톤
- 19화: 이사 사면, 주택론 다가메스
- 20화: 접착제 사면, 접착제 제르가
- 21화: 낚싯대 사면
- 21화 ~ 22화: 모터보트 바스라
- 23화: 금고 사면, 금고 리거니
- 24화: 스피커 사면, 주크박스 힐곤
- 24화 : 주크박스 힐돈
- 25화 ~ 26화: 폭탄 사면, 거대 몬스톤
- 27화: 강력 접착제 사면, 강력 접착제 제르가
- 28화 ~ 29화: 프로젝터 고모류
- 30화: 마네킹 사면, 토르소 힐돈
- 31화: 스마트폰 사면, 핀치 인 아웃 다가메스
- 32화: 수수께끼 사면
- 32화 ~ 33화: 탱크 리거니, 전국 바스라, 실드 제르가
- 35화: 골프 사면, 카트 힐돈
- 36화: 랩배틀 사면, 턴테이블 고모류
- 38화: 충치 사면
- 39화: 곰덪 바스라
- 40화: 철사 사면, 자의식 제르가
- 41화: 마네키네코 사면, 캣푸드 리거니
- VS시리즈: 무비 사면

## 에피소드
1화: 마진 탄생!
2화: 리더의 증명
3화: 바이스 녀석! 의견무용
4화: 망국의 공주
5화: 쇼벨로 나가신다!
6화: 동료가 5살이 됐어…
7화: 트레이닝을 너에게
8화: 익스프레스 전광석화
9화: 내 청춘의 카루타길
10화: 시구루를 쫓는 소녀
11화: 시간이 빙글빙글
12화: 원더 드릴의 쾌남아
13화: 지저 대결전
14화: 고고한 에이스
15화: 들어라 타카미치의 소리
16화: 마시멜로얄
17화: 양옥의 기석
18화: 어둠 속으로 떨어지다
19화: 파트너
20화: 위험한 페어
21화: 낚임, 가끔 달인
22화: 각오는 됐나, 거기 마녀
23화: 마브시나의 어머니
24화: 밴드를 하겠어
25화: 귀여운 그 무녀
26화: 애로우한 무기로 해 줘
27화: 대위기 러너
28화: 시구루 울음을 터뜨리다
29화: 환상의 아타말드
30화: 자랑스러운 초전사
31화: 장난감
32화: 사요에겐 뭔가 특별한 것이 있다
33화: 거수 패닉 대격돌
34화: 파랑과 노랑의 열정
35화: 마브시나 방랑기
36화: RAP
37화: 세나 1/5
38화: 숙부의 달을 보고 있다
39화: 황제는 스나이퍼
40화: 아파하는 사람
41화: 있는 그대로 있고 싶어
42화: 의리없는 전쟁
43화: 더러워진 영웅
44화: 친구여, 고요히 잠들어라
최종화(45): 너희들이 있어서 빛난다

## 코로나바이러스감염증-19로 인한 방영 연기
2020년 3월~4월을 기준으로 방영 시기가 하필 코로나바이러스감염증-19가 극성일 때이다보니 배우들의 건강을 걱정하는 반응이 많았고 결국 레드 역을 맡고 있는 코미야 리오가 코로나바이러스감염증-19에 확진되었다는 뉴스가 나왔다. 일단 5월 중순 방영분까지는 촬영을 끝낸 상태라곤 하지만 그 이후는 미정인 상황이다. 심지어 촬영장이라는 밀집된 공간 안에서 다른 출연진이나 촬영 스태프들도 감염되었을 수도 있고 같은 토에이에서 제작하는 가면라이더 제로원과 스태프를 공유하기도 하기 때문에 비상이 걸린 상황이다. 토에이 도쿄 촬영소는 31일 오전 전체 촬영을 중단하고 소독작업을 진행했고, 향후 보건소의 지시를 따를 예정이라고 한다.
천만다행으로 오시키리 시구루의 배우 미즈이시 아토무의 트위터를 통해 레드를 제외한 나머지 키라메이저 멤버 배우들은 모두 무사하다고 하고, 코미야 리오는 4월 9일에 완치되었다고 한다. 현재 자택에서 자가격리 중에 있다. 그러나 자가 격리가 끝나더라도 촬영이 정상적으로 진행되기는 힘든 상태로 5월 중순 이후 방영이 일시 중단될 가능성이 조금씩 올라가고 있다. 2020년 현재 일본이 5월말까지 긴급사태를 선포하여 모든 촬영이 중단되었는데, 긴급사태가 연장될 가능성도 있기 때문이다. 결국 이로 인한 영향 때문인지 제로원과 나란히 6월 방영은 방영 미정 상태로 바뀌고 말았다.
원래는 남은 촬영 분량을 모두 방영한 다음 휴방할 것으로 예상됐으나 5월 17일에 11화 대신 마진전대 키라메이저 에피소드 ZERO를 방영하고 24일에는 1, 2화의 재편집분을 방영한 뒤 31일과 6월 7일에는 마진들의 성우들의 토크쇼인 키라토크까지 포함해서 특별방송하기로 결정했다.
5월 하순에 긴급 사태가 해제됨에 따라 6월 1일 이후 촬영을 재개할 예정이나 여전히 우려는 남아 있다.
본 방송은 6월 21일에 재개 하였다.

## 주해
| 이전 기사룡전대 류소저 | 제44대 슈퍼 전대 2020년 3월 8일 ~ 2021년 2월 28일 | 다음 기계전대 젠카이저 |